# Филипп II (герцог Савойи)
Фили́пп II Саво́йский по прозвищу Безземельный (фр. Philippe II Sans Terre; 4 февраля 1438 — 7 ноября 1497) — герцог Савойский с 1496 года.

## Биография
Филипп был шестым из десяти сыновей Людовика I Савойского и его жены Анны Кипрской. Ввиду этого он не мог претендовать на титул герцога Савойского. Его наследным уделом являлся Бресс — провинция на границе с Францией и Бургундией. Однако на Бресс претендовали французы, и савойцы, не имея возможности его защитить, согласились обменять провинцию на территорию в Пьемонте. После потери Бресса Филипп получил прозвище «Безземельный».
В 1496 году после неожиданной смерти его малолетнего внучатого племянника герцога Карла II Савойского 58-летний Филипп оказался старшим из оставшихся к тому времени в живых наследников титула.
Для укрепления мужской линии наследования Филипп женил своего старшего сына Филиберта на единственной сестре Карла II Иоланде Луизе, чтобы объединить своих потомков и потомков его старшего брата Амадея IX. Однако план осуществить не удалось: Иоланда Луиза умерла в возрасте двенадцати лет, не родив наследника (Филипп уже умер к тому времени). Укрепить династию удалось второму сыну Филиппа — Карлу III Савойскому, потомками которого были все последующие правители Савойи и Сардинского королевства.
В наследство от матери Филипп также приобрел короны Кипра, Иерусалима и Армении. Хотя формально эти титулы не могли передаваться по женской линии, Филипп и его потомки пользовались ими, чтобы приравнять свой герцогский титул к королевскому.

## Семья

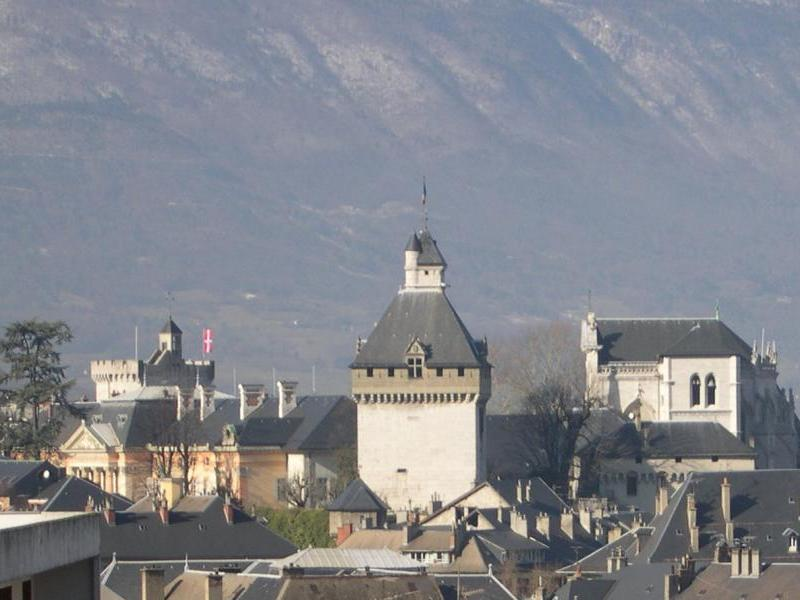
Замок Шамбери — место рождения и смерти Филиппа II

### Первый брак
Филипп женился на Маргарите де Бурбон (5 февраля 1438—1483) и имел от этого брака троих детей:
1. Луизу Савойскую (1476—1531), выданную за Карла Орлеанского, графа Ангулемского. В браке она родила двоих детей:
  1. Франциска I, короля Франции, чья дочь Маргарита Валуа вышла замуж за Эммануила-Филиберта, внука Филиппа II и будущего герцога Савойского.
  2. Маргариту Наваррскую (1492—1549) — регентшу при короле Генрихе II Наваррском.
2. Джироламо (1478).
3. Филиберта II, герцога Савойского (1480—1504).

### Второй брак
После смерти Маргариты де Бурбон Филипп женился на Клодине де Бросс (1450—1513), дочери Жана II де Бросс и Николь де Шатийон, и имел от этого брака шестерых детей:
1. Карла III, герцога Савойского (1486—1553)
2. Людовика (1488—1502)
3. Филиппа Савойского, первого герцога Немурского (1490—1533)
4. Ассолона (1494)
5. Джованни Амадео (1495)
6. Филиберту (1498—1524), выданную за Джулиано II Медичи (1479—1516), будущего герцога Немурского.

### Незаконнорождённые дети
Филипп также имел восьмерых детей от двух любовниц.
От Либеры Портронери:
1. Рене Савойский (1468 — 31 марта 1525), губернатор Ниццы и Прованса, известный как «великий бастард Савойи» и тесть Анна, первого герцога де Монморанси.
2. Антония Савойская, выданная за Жана II, князя Монако.
3. Петр Савойский, епископ Женевы.

От Боны ди Романьяно:
1. Клаудина (Клаудия) Савойская (ум. 2 мая 1528), выданная за Якова III, графа Хорн (ум. 15 августа 1531).
2. Филиппина (Филиппа) Савойская.
3. Маргарита Савойская.
4. Джованна Савойская.
5. Микеле (Микаэль) Савойский, священник.